# تهری میرواهه
تهری میرواهه (به انگلیسی: Thari Mirwah) یک تعلقه یا تحصیل در پاکستان است که در ایالت سند واقع شده‌است. تهری میرواهه ۳۰۰٬۰۰۰ نفر جمعیت دارد و ۴۵ متر بالاتر از سطح دریا واقع شده‌است.